# Zindżibar
Zindżibar (arab. ‏زنجبار‎, Zinjibār) – miasto w południowo-zachodnim Jemenie, ośrodek administracyjny muhafazy Abjan. Według spisu ludności w 2004 roku liczyło 20 071 mieszkańców.